# Luisa Egersdörfer
Luisa Egersdörfer (geboren 2002) ist eine deutsche Turnerin und Behindertensportlerin. Sie repräsentierte Deutschland bei den Special Olympics World Summer Games 2023 in Berlin im Bereich Turnen. Dort gewann sie in der höchsten Leistungsgruppe Level 4 Gold am Stufenbarren, Silber im Sprung, Bronze am Schwebebalken sowie im Mehrkampf und erreichte bei den Bodenübungen den vierten Platz.

## Leben und sportliche Erfolge
Egersdörfer lebt in Wenzenbach und macht eine Ausbildung in der Lebenshilfe Werkstatt in Lappersdorf (Stand 2023). Sie hat einen älteren Bruder.

### Turnen
Seit 2006 turnt Egersdörfer dreimal pro Woche beim SV Fortuna Regensburg. Trainiert wird sie von ihrer Mutter Sandra Gref und ihrer Großmutter Inge Schnitt.
Egersdörfer ist die erste Turnerin mit geistiger Beeinträchtigung, die an einem DTB-Bundeswettkampf teilnahm: 2022 fand im Rahmen des Bundespokaltreffens der Landesturnvereine in Mülheim an der Ruhr der Special Olympics Wettbewerb im Turnen in den Leistungsstufen Level 1 und 2 statt, bei dem Egersdörfer sehr gute Ergebnisse erzielte.
2022 nahm Egersdörfer an den Special Olympics Landesspielen Bayern in Regensburg teil. Zusammen mit ihrer Vereinskollegin Theresa Weinmann und Annabelle Tschech-Löffler trat sie in dem Wettbewerb an, der nach den Regeln des Special Olympics Weltverbandes ausgeschrieben worden war. Dort mussten jeweils Pflichtübungen an den Geräten Sprung, Stufenbarren, Schwebebalken und Boden gezeigt werden, für die es eine Video- sowie eine Textinstruktion gab. Am Sprung war ein Strecksprung auf die Weichbodenmatte plus ein Handstandansatz bzw. auf Level 2 ein Handstand gefordert. Am Stufenbarren war eine zweigeteilte Übung mit Elementen am oberen sowie am unteren Holm vorgesehen. Die Balkenübung wurde im Level 1 auf dem niedrigen Balken ausgeführt, im Level 2 auf dem Balken in 125 cm Höhe. Am Boden war eine Pflichtübung mit anspruchsvoller Choreografie zu Musik verlangt.  Egersdörfer hatte seit langem in Gruppen zusammen mit Nichtbehinderten trainiert und war in Wettkämpfen nach dem Turn10- und P-Programm (Pflichtübungen im Breitensport) angetreten. Bei diesem Wettbewerb maß sie sich erstmals mit anderen Menschen mit geistiger Behinderung. Auch für das Kampfgericht war diese Neuheit eine Herausforderung: Das Reglement musste übersetzt und Wertungsblätter ausgerbeitet werden. Egersdörfer trat als einzige Athletin in Level 2 an und konnte fünf Goldmedaillen erringen.
Egersdörfer qualifizierte sich für die Special Olympics World Summer Games 2023 in Berlin. Dort fand das Turnen bei Weltspielen erstmals unter deutscher Beteiligung statt, da diese Sportart vorher noch nicht Teil des Angebots von Special Olympics Deutschland gewesen war. Egersdörfer war eine der beiden deutschen Turnerinnen bei diesen Spielen. Über etwa ein Jahr lang erarbeitete sie die vorgeschriebenen Übungen und konnte bei den Special Olympics World Summer Games 2023 Gold am Stufenbarren, Silber im Sprung und zweimal Bronze am Schwebebalken und im Mehrkampf holen. Außerdem wurde sie Vierte bei den Bodenübungen. Bei der Abschlussfeier am Brandenburger Tor trug Egersdörfer das Deutschland-Schild. Zusammen mit den 38 anderen bayerischen Athletinnen und Athleten nahm sie nach den Spielen den Bayerischen Sportpreis in der Kategorie Jetzt erst recht! vom bayerischen Ministerpräsidentin entgegen.

### Langlauf
Sie nimmt 2025 an den 12. Special Olympics World Winter Games in der Sportart Langlauf in Turin teil. Über 7,5 Kilometer gewinnt sie Silber, über fünf Kilometer Bronze.